# Betty Schade
Betty Schade (Bremerhaven, Alemanya), 27 de març de 1895-Los Angeles, 27 de març de 1982) va ser una actriu cinema mut d'origen alemany que desenvolupà la seva carrera als Estats Units.

## Biografia
La biografia de Betty Schade està plena d'ombres. Algunes fonts modernes indiquen que el seu nom era Frida Feddersen, que es va canviar el seu nom en casar-se amb casar amb l'actor alemany Fritz Schade (1880-1926) i que va néixer a Bremerhaven, Alemanya, el 27 de març de 1895. Fonts de l'època afirmen però que era filla de Franz Schade, per tant el seu nom de naixença era Betty Marie Schade i situen el seu naixement a Berlín el 22 de novembre de 1894. Abans de dedicar-se al cinema va ser actriu de teatre i de vodevil. Es va desplaçar als Estats Units el 1912. Va treballar per a la Essanay de Chicago, per la Selig de Los Angeles, i per a l'American Film Manufacturing Company de Santa Barbara per anar després a la Keystone. Posteriorment va signar contracte amb la Universal per actuar en productores que en depenien com la Nestor o la pròpia Universal. També va ser cedida a altres companyies com a la Lasky (“After Five” (1915)) o a la Fox (“The Man From Bitter Roots” (1916)). El setembre de 1917 es va casar amb l'actor Ernest Shield (1884-1944) que en aquell moment va ser cridat a files a l'exèrcit per lluitar en la Primera Guerra Mundial. A partir de 1919 va deixar la Universal i passà a actuar per a diferents productores com la Goldwyn, la Fox o la Paramount. El 1921 es va retirar del cinema i no se’n coneixen més dades. Del 1914, moment en què va començar a treballar per a la Universal, fins al 1921 va participar en una setantena de pel·lícules. Va morir a Los Angeles el 1982.

## Filmografia

### Keystone (1913)
- The Jealous Waiter (1913
- Her Birthday Present (1913)
- Heinze's Resurrection (1913
- A Doctored Affair (1913)
- Love and Pain (1913)
- Jenny's Pearls (1913)
- His Chum the Baron (1913)
- Passions, He Had Three (1913)
- The Darktown Belle (1913)

### Selig (1913)
- The Lonely Heart (1913)
- Bumps and Willie (1913)
- A Cure for Carelessness (1913)

### Universal (1914-1919)
- An Arrowhead Romance (1914)
- The Cycle of Adversity (1914)
- Michael Arnold and Doctor Lynn (1914)
- The Mud Bath Elopement (1914)
- Lost by a Hair (1914)
- 'From Father to Son (1914)
- Out of the Depths (1914)
- The Opened Shutters (1914)
- His Night Out (1914)
- Lights and Shadows (1914)
- The Magic Mirror (1915)
- After Five (1915)
- The Dumb Girl of Portici (1916)
- A Recoiling Vengeance (1916
- A Beast of Society (1916)
- The Winning of Miss Construe (1916)
- The Man from Bitter Roots (1916)
- They Wouldn't Take Him Seriously (1916)
- A Son of Neptune (1916)
- Poisoned Lips (1916)
- Ashes of Remembrance (1916)
- The Eel (1916)
- The Heritage of Hate (1916)
- The Love Girl (1916)
- Married a Year (1916)
- The Bronze Bride (1917)
- The Edge of the Law (1917)
- The Scarlet Crystal (1917)
- The Reward of the Faithless (1917)
- Fighting Mad (1917)
- A Midnight Mystery (1917)
- The Taming of Lucy (1917)
- A Dream of Egypt (1917)
- The Girl in the Dark (1918)
- The Scarlet Road (1918)
- A Woman's Fool (1918)
- Painted Lips (1918)
- Winner takes all (1918)
- The Wolf and his Mate (1918)
- The Scarlet Drop (1918)
- Nobody’s Wife (1918)
- The Guilt of Silence (1918)
- The Girl with No Regrets (1919)
- Who Will Marry Me? (1919)
- A Fight for Love (1919)
- Bare Fists (1919)
- Riders of Vengeance (1919)
- Tempest Cody Plays Detective (1919)

### Altres productores (1919-1921)
- The Crimson Gardenia (1919)
- Through the Wrong Door (1919)
- The Divorce Trap (1919)
- Happiness a la Mode (1919)
- Bond of Love (1919)
- Spotlight Sadie (1919)
- Deliverance (1919)
- A Girl in Bohemia (1919)
- Whom the Gods Would Destroy (1919)
- The Soul of Youth (1919)
- Flame of Youth (1920)
- The Village Sleuth (1920)
- Darling Mine (1920)
- Shod With Fire (1920)
- The Night Rose (1921)
- Everything for Sale (1921)
- The Foolish Matrons (1921)
- Wing Toy (1921)
- Voices of the City (1921)
- First Love (1921)